# 三眼桥站 (武汉地铁)
三眼桥站位于中华人民共和国湖北省武汉市江汉区香港路与菱角湖路交叉口，是武汉地铁6号线的地铁车站。建设时期名为“三眼橋北路站”。

## 车站结构

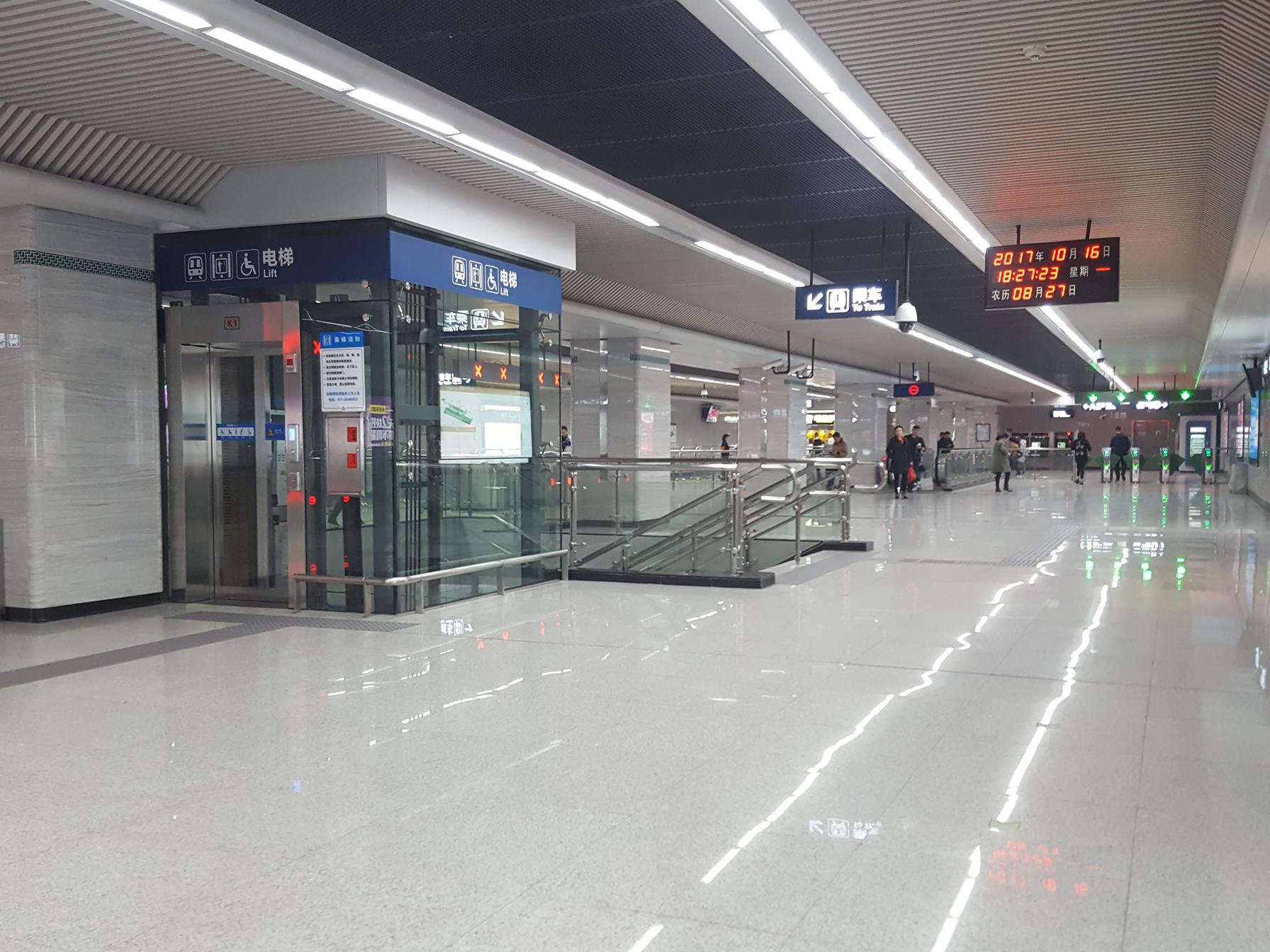
站廳層

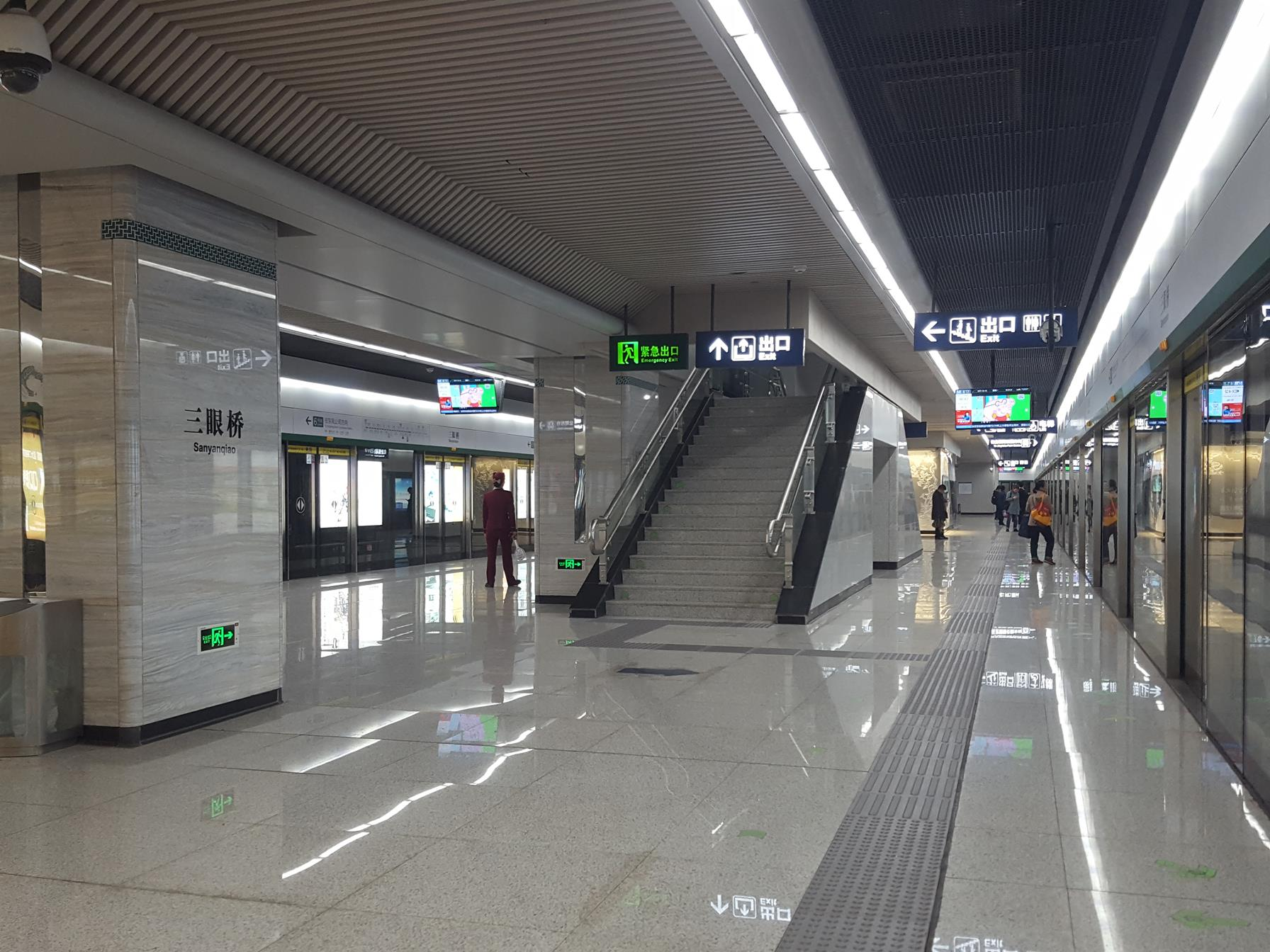
站台層

### 楼层分布
| 地面     | 地面               | 出入口                               |  |  |
| 地下一层 | 站厅               | 售票机、客服中心、武漢通充值、洗手間 |  |  |
| 地下二层 |                    | █ 6号线 往新城十一路（唐家墩）       |  |  |
|          | 岛式站台，左侧开门 |                                      |  |  |
|          |                    | █ 6号线 往东风公司（香港路）         |  |  |

### 車站出口
|                                                 |      |                                                                               |
| 出口編號                                        | 設施 | 建議前往的目的地                                                              |
| A                                               |      | 香港路 三眼橋北路、穗豐花園、安友花園、馨蘭花苑                               |
| B                                               |      | 香港路 三眼橋北路、馨蘭花苑、香港麗都、香港路·淺水灣、工人新村                |
| C                                               |      | 香港路 菱角湖路、菱角湖公園、湖北省中西醫結合醫院                             |
| D                                               |      | 香港路 菱角湖路、天門墩路、武漢市工商行政管理局、鵬飛湖庭、香江新村、長安花園 |
| 注： 設有升降機 \| 設有輪椅升降台 \| 設有洗手間 |      |                                                                               |

## 运营信息
- 6号线首末班车时间

## 鄰近地點
湖北省中西医结合医院（湖北省新华医院）、武汉市第十一医院、菱角湖公园。

### 内部链接
- 武汉地铁车站列表